# アマチュア倶楽部
『アマチュア倶楽部』（アマチュアくらぶ）は、1920年（大正9年）に製作・公開された日本映画である。大正活映（略称：大活）の設立第1作であり、谷崎潤一郎のオリジナルシナリオを基に、トーマス・栗原が監督した。
夏の湘南の海を舞台に、若者たちを中心として起こる様々な騒動を描く、アメリカ風のドタバタ喜劇で、クロスカッティングやクローズアップなどの技法が用いられたり、コンテを使用するなど、アメリカ式の技術を取り入れた画期的な作品となった。また、日本映画において初めて水着女性が写しだされた作品でもあり、主演の葉山三千子が水着姿を披露し、彼女は日本最初の「水着美人」と言われた。
フィルムは紛失しており、現在は観賞することはできない。

## あらすじ
鎌倉由比ヶ浜の海水浴場。村岡繁ら湘南ボーイたちは浜辺で戯れていたところに水着姿の三浦千鶴子が現れ、ボーイたちの視線を釘付けにさせる。その頃千鶴子の家では家宝の土用干しを行っていたが、そこへ二人の泥棒が忍びこむ。一方、村岡の別荘では繁を始め、素人の歌舞伎グループ「アマチュア倶楽部」のメンバーたちが『太閤記十段目』と『先代萩 床下の場』の芝居を公演するためにその稽古に余念がなかった。三浦家へ入った泥棒は帰って来た千鶴子に発見されて逃げ出す。村岡の別荘の大広間では歌舞伎の公演が行われていた。父の留守を狙っての公演だったが、公演中に突然父が帰って来てしまう。父は激怒し、「アマチュア倶楽部」のメンバーは先代萩の衣装のまま家を飛び出す。泥棒は再度千鶴子の家へ忍び込むが、そこへ鎧を着ていた千鶴子と遭遇し、泥棒は浜辺目がけて逃走し、千鶴子は鎧のまま彼らを追いかける。さらに繁と千鶴子の親の通報で警察も駆けつけ、四つ巴の追っかけが展開される。

## 出演者
- 三浦千鶴子：葉山三千子
- 千鶴子の父：内藤紫漣
- 千鶴子の母：神田千代子
- 村岡繁：上野久夫
- 繁の父：白石紫紅
- 繁の姉・村岡夏子：三田小枝子
- 井上秀雄（劇中劇で初菊）：高橋英一
- 加藤健三（劇中劇で光秀）：杉浦市郎
- 服部（劇中劇で操）：竹村信夫
- 大野（劇中劇で皐月）：村上鉄次
- 鈴木（劇中劇で久吉）：大橋荘吾
- 中村（劇中劇で仁木）：堀切森之助
- 渡辺（劇中劇で鼠）：板野広吉
- 小泉（劇中劇で男女之助）：村田武雄
- 紳士：村松亀一
- 通行人：尾崎庄太郎
- 泥棒：英猛
- 女中：紅沢葉子
- 端役：谷崎千代、谷崎鮎子、閉田富、栗井饒太郎

## 製作・公開
俳優には大活の俳優養成所の新人俳優を起用し、「型」にとらわれない自由な演技を要求した。その、本作に出演した新人俳優の中には岡田時彦（高橋英一名義）、内田吐夢（閉田富名義）、井上金太郎（栗井饒太郎名義）らもおり、他に葉山や紅沢葉子、谷崎夫人（千代）とその娘（鮎子）、本作の装置担当の尾崎庄太郎、活動弁士の内藤紫漣・杉浦市郎・白石紫紅らも出演している。
1920年（大正9年）8月20日に撮影が開始され、9月下旬に完成、同年11月19日に有楽座で封切られた。冒頭字幕直後の最初のカットで、煙草を吸う谷崎の顔がクローズアップで写しだされ、話題となった。